# Staraja Kulatka
Staraja Kulatka (in russo Старая Кулатка?; in tataro: Иске Кулаткы) è un insediamento di tipo urbano della Russia europea, situato nell'oblast' di Ul'janovsk. È il centro amministrativo del rajon Starokulatkinskij.
Si trova 220 km a sud di Ul'janovsk e 120 km a sud-ovest di Syzran'.